# Marcilly (Manche)
Marcilly is een gemeente in het Franse departement Manche (regio Normandië) en telt 332 inwoners (1999). De plaats maakt deel uit van het arrondissement Avranches.

## Geografie
De oppervlakte van Marcilly bedraagt 8,8 km², de bevolkingsdichtheid is 37,7 inwoners per km².
De onderstaande kaart toont de ligging van Marcilly (Manche) met de belangrijkste infrastructuur en aangrenzende gemeenten.

## Demografie
Onderstaande figuur toont het verloop van het inwonertal (bron: INSEE-tellingen).

1. ↑  Populations de référence 2022.